# Pan-Amerikaanse kampioenschappen judo 2006
De Pan-Amerikaanse kampioenschappen judo 2006 waren de 30ste editie van de Pan-Amerikaanse kampioenschappen judo en werden gehouden in Buenos Aires, Argentinië, op 25 mei en 26 mei 2006. 

## Resultaten

### Mannen
| Gewichtsklasse | Goud               | Zilver          | Brons                           |
| -------------- | ------------------ | --------------- | ------------------------------- |
| – 55 kg        | Robert Gómez       | Jorge Morales   | Carlos Tenesaca Thiago Aoki     |
| – 60 kg        | Frazer Will        | Jeremy Liggett  | Javier Guédez Denílson Lourenço |
| – 66 kg        | Yordanis Arencibia | Leandro Cunha   | Sasha Mehmedovic Ludwing Ortíz  |
| – 73 kg        | Moacir Mendes      | Rodrigo Lucenti | Richard León Ronald Girones     |
| – 81 kg        | Flávio Canto       | Tyler Boras     | Emmanuel Lucenti Aaron Cohen    |
| – 90 kg        | Hugo Pessanha      | Jorge Benavides | Eduardo Costa José Camacho      |
| – 100 kg       | Oreidis Despaigne  | Mario Sabino    | Teófilo Diek Alexandru Ciupe    |
| + 100 kg       | Daniel Hernandes   | Óscar Brayson   | Joel Brutus Pablo Figueroa      |
| Open           | Carlos Honorato    | Óscar Brayson   | Claudio Zupo Pablo Figueroa     |

### Vrouwen
| Gewichtsklasse | Goud               | Zilver             | Brons                                  |
| -------------- | ------------------ | ------------------ | -------------------------------------- |
| – 44 kg        | Milagros González  | Diana Cobos        | Dayaris Mestre Lorayna Costa           |
| – 48 kg        | Yanet Bermoy       | Daniela Polzin     | Glenda Miranda Sayaka Matsumoto        |
| – 52 kg        | Aminata Sall       | Melissa Rodríguez  | Érika Miranda Edilia Amorós            |
| – 57 kg        | Yurisleidy Lupetey | Danielle Zangrando | Valerie Gotay Diana Villavicencio      |
| – 63 kg        | Yaritza Abel       | Ronda Rousey       | Daniela Krukower Marie-Hélène Chisholm |
| – 70 kg        | Yalennis Castillo  | Kelly Silva        | Katie Mocco Catherine Roberge          |
| – 78 kg        | Edinanci Silva     | Amy Cotton         | Yurisel Laborde Lorena Briceño         |
| + 78 kg        | Ibis Dueñas        | Giovanna Blanco    | Carmen Chalá Melissa Mojica            |
| Open           | Giovanna Blanco    | Priscilla Marques  | Melissa Mojica Ibis Dueñas             |

## Medaillespiegel
| Plaats | Land                   | Goud | Zilver | Brons | Totaal |
| 1      | Cuba                   | 7    | 4      | 5     | 16     |
| 2      | Brazilië               | 6    | 6      | 4     | 16     |
| 3      | Canada                 | 2    | 2      | 4     | 8      |
| 4      | Venezuela              | 2    | 1      | 4     | 7      |
| 5      | Dominicaanse Republiek | 1    | 0      | 1     | 2      |
| 6      | Verenigde Staten       | 0    | 2      | 4     | 6      |
| 6      | Argentinië             | 0    | 2      | 4     | 6      |
| 8      | Ecuador                | 0    | 1      | 4     | 5      |
| 9      | Puerto Rico            | 0    | 0      | 4     | 4      |
| 10     | Haïti                  | 0    | 0      | 1     | 1      |
| 10     | Mexico                 | 0    | 0      | 1     | 1      |
| Totaal | Totaal                 | 18   | 18     | 36    | 72     |